# Max Weidner
Max Weidner (* 10. Februar 1859 in Breslau; † 20. November 1933 ebenda) war ein deutscher Alternativmediziner.

## Leben
Max Weidner studierte Medizin an der Universität Breslau. 1878 wurde er Mitglied des Corps Silingia Breslau. Nachdem er das Staatsexamen abgelegt hatte und zum Dr. med. promoviert worden war, wurde er Kommunalarzt in Breslau. Zudem betrieb er eine ausgedehnte Kassenarztpraxis und betätigte sich als Verbands- und Vertrauensarzt verschiedener Gesellschaften. Nachdem er 1888 von einer lebensbedrohlichen Krankheit auf homöopathischem Weg geheilt worden war, betätigte er sich zunehmend auf dem Gebiet der Homöopathie, was die Aufgabe fast aller öffentlicher Ämter zur Folge hatte. 1893 legte er das Dispensierexamen ab. 1906 gründete er als erste Breslauer Einrichtung ihrer Art Die homöopathische Klinik in Breslau, in der hydro- und elektrotherapeutische, physikalisch-diätetische und homöopathische Behandlungen sowie ab etwa 1913 auch chirurgische Eingriffe durchgeführt wurden. Weidner leitete die Klinik bis wenigstens 1918.

## Auszeichnungen
- Ernennung zum Geheimen Medizinalrat